# Roy Conacher
Roy Gordon Conacher (* 5. Oktober 1916 in Toronto, Ontario; † 29. Dezember 1984) war ein kanadischer Eishockeyspieler (Linksaußen), der von 1938 bis 1952 für die Boston Bruins, Detroit Red Wings und Chicago Black Hawks in der National Hockey League spielte.

## Karriere
Während seiner Juniorenzeit spielte er bei den West Toronto Nationals und gewann unter Trainer Hap Day 1936 den Memorial Cup. Nachdem seine Brüder Charlie und Lionel bereits Stars in der NHL waren, blickte man gespannt auf Roy.
In der Saison 1938/39 begann er seine NHL-Karriere bei den Boston Bruins, die ihn an die Seite von Bill Cowley stellten. Mit 26 Toren in seinem ersten Jahr, war er bester Torschütze der NHL. Dies gelang erst wieder dem Finnen Teemu Selänne über 50 Jahre später. In den Finals erzielte er das entscheidende Tor, durch das die Bruins den Stanley Cup gewannen.
Ein Jahr später beendete eine Verletzung am Fuß nach 31 Spielen die Saison für ihn. In den beiden folgenden Jahren war er unter den besten zehn Scorern der NHL. Im Sommer 1942 zog er mit der kanadischen Armee in den Zweiten Weltkrieg. Als er spät in der Saison 1945/46 zu den Bruins zurückkehrte, glaubte Art Ross der General Manager der Bruins nicht daran, dass er zu alter Stärke zurückkehren könnte und gab ihn an die Detroit Red Wings ab. 
In Detroit spielte er eine sehr ordentliche Saison und half Billy Taylor einen Rekord mit sieben Vorlagen in einem Spiel aufzustellen, indem er vier der sieben Treffer erzielte. In Detroit konnte er sich mit Jack Adams nicht über das Gehalt für die folgende Saison einigen und die Wings gaben ihn an die New York Rangers ab. Roy weigerte sich jedoch nach New York zu wechseln und kündigte seinen Rücktritt an. Zwei Wochen später einigte er sich auf einen Wechsel zu den Chicago Black Hawks.
In Chicago übernahm im Laufe der Saison sein Bruder Charlie das Traineramt und stellte ihn in eine Reihe mit Bill Mosienko und Doug Bentley. In dieser Sturmreihe gelang es ihm in der Saison 1948/49 als bester Scorer die Art Ross Trophy zu gewinnen. Über mehrere Jahre war er bester Scorer der Black Hawks. Nach zwölf Spielen in der Saison 1951/52 beendete er seine Karriere.
Die NHL ehrte ihn 1998 mit der Aufnahme in die Hockey Hall of Fame. Gemeinsam mit seinen Brüdern Charlie und Lionel bildet er das einzige Paar von drei Brüdern in der Hall of Fame.

## Karrierestatistik
(Legende zur Spielerstatistik: Sp oder GP = absolvierte Spiele; T oder G = erzielte Tore; V oder A = erzielte Assists; Pkt oder Pts = erzielte Scorerpunkte; SM oder PIM = erhaltene Strafminuten; +/− = Plus/Minus-Bilanz; PP = erzielte Überzahltore; SH = erzielte Unterzahltore; GW = erzielte Siegtore; 1 Play-downs/Relegation; Kursiv: Statistik nicht vollständig)

## Sportliche Erfolge
- Memorial Cup: 1936
- Stanley Cup: 1939

### Persönliche Auszeichnungen
- NHL First All-Star Team: 1949
- Art Ross Trophy: 1949
- Bester Torschütze: 1939 später wurde hierfür die Maurice Richard Trophy vergeben